# Adolphe duBois d'Aische
Adolphe Aloys Marie Hubert duBois d'Aische, belgijski podčastnik, vojaški pilot in letalski as, * 18. marec 1874, Bruselj, † 7. oktober 1958, St. Quay Portrieux.
Sergeant duBois d'Aische je v svoji vojaški službi dosegel 6 zračnih zmag.

## Odlikovanja
- Médaille militaire
- Croix de Guerre s tremi palmami